# Simorcus coronatus
Simorcus coronatus là một loài nhện trong họ Thomisidae.
Loài này thuộc chi Simorcus. Simorcus coronatus được Eugène Simon miêu tả năm 1907.